# Villa Olímpica de Vancouver
La Villa Olímpica de Vancouver fue la instalación en donde residieron los atletas que participaron en los Juegos Olímpicos de Vancouver 2010

## Especificaciones técnicas
El área aproximada de la Villa Olímpica es de 56.000 m², con más de 600 edificios en donde estuvieron aparte de los atletas, los entrenadores y los oficiales.
La zona es una antigua zona industrial que anteriormente en su mayoría era estacionamiento, esta zona se encuentra en la zona sureste del barrio de False Creek entre la segunda avenida y las calles de Manitoba y Ontario, la villa olímpica para los atletas paralímpicos se encuentra en Whistler cerca de la ciudad de Vancouver y que tiene cabida para 2,400 atletas, entrenadores y oficiales, en esta villa los cuartos son especiales con camas que tienen acceso a sillas de ruedas.

## Construcción
La construcción comenzó en febrero de 2006, y se concluyó en noviembre de 2009, en abril de 2010 la Villa Olímpica se convertirá en un barrio más de la ciudad de Vancouver.
Actualmente 2016 La Villa Olímpica es un barrio más de la ciudad, caracterizado por el tipo de residentes que habitan esta zona: ambiente familiar, con niños y perdonas con discapacidad físico-motoras que cuentan con el apoyo de Seguridad Social del gobierno. La ampliación y construcción  de nuevos edificios de apartamentos esta impulsando un mayor intercambio y generación de empleos en la zona. Clínicas, teatros BMO Theatre Center bares-restaurante, Tap & Barrel y su cercanía al mar lo convierten en un tranquilo y moderno barrio de Vancover
- Datos: Q2022883
- Multimedia: Olympic Village, Vancouver / Q2022883